# 林貢
林 貢（はやし みつぐ、1951年5月16日 - ）は、岡山県出身の元ボートレーサー。
兄・通も元ボートレーサー。

## 来歴
1970年春に29期生としてデビューし、2年5ヶ月で初優勝（下関）を果たすと、3年11ヶ月目にGIデビュー。8年2ヶ月目に四大特別競走を走り始め、GI優勝は地元の児島周年など6回記録。SGでも何度か優勝のチャンスはあったが、結局8回優出して準優勝3回に終わった。兄・通と共に兄弟で活躍し、一発型の兄と比べて、貢はステディな取り口で安定感があった。逃げて良し、差して良し、味のあるレーサーで、兄の通がしばらくは強かったが、腰を悪くして、平成に入ってからは貢の方が活躍。1994年に地元開催となった第40回モーターボート記念競走では松尾泰宏・幸長以来の兄弟SG優出を果たし話題になったが、優勝は同じ地元の関忠志であった。貢は5着、通は4着に終わった。松尾兄弟が優出を果たした1973年の第19回モーターボート記念競走（下関）では、優勝が同郷の瀬戸康孝で、泰宏は4着、幸長は5着に終わった。岡山支部のペラグループ「イーグル会」では黒明良光の右腕としてグループをまとめ、フライングは42年間で僅か17本という少なさであった。1996年に戸田で行われた賞金王決定戦では植木通彦の2着に入るが、植木は貢と一緒に走ったことが記憶に強く残っている。植木があるGIで待機行動中にボート内に入った水をスポンジで外に出していると、貢は「頑張りなさい」と声をかけた。植木曰く、貢のレースぶりについて「オールラウンドプレーヤーでどのコースからも対応できる人。当時は1コース好きなレーサーや助走距離たっぷりの4カドを得意とするレーサーなど強烈な個性の選手が多かったので、林さんには特にそのようなイメージを持ちました」と振り返っている。2003年10月28日の江戸川一般戦が最後の優勝（1号艇1コースから逃げ切り）となり、2011年10月30日の宮島一般戦「やまだ屋『桐葉菓』杯」が最後の優出（4号艇5コース進入で5着）となった。同年12月末の福岡一般戦「歳末特選レース」で引退を決め、同30日・最終日は2回走った。7Rで4号艇4コースからまくりを打ち、最後の勝利となる通算2625勝目を挙げた。最後の出走は11R舞鶴特選となり、2号艇2コース進入で結果は4着であった。
競走会に引退の意思を伝えた時、競走会が「それじゃあ、最後に児島を（斡旋に）入れましょうか」と言ったらしいが、貢は「そっと辞めたい」と答えた。
2012年、ボートレース殿堂マイスター入りを決めた。2007年には通が先に殿堂マイスター入りを決めていたため、兄弟での選出となった。

## 獲得タイトル
- 1981年 - 児島開設29周年記念競走
- 1982年 - びわこ開設30周年記念「秩父宮妃記念杯競走」
- 1990年 - 児島開設38周年記念競走
- 1991年 - 徳山開設38周年記念競走
- 1994年 - 下関開設40周年記念競走、若松開設42周年記念競走